# Dmîtrenkî, Reșetîlivka
Dmîtrenkî (în ucraineană Дмитренки) este un sat în comuna Kukobivka din raionul Reșetîlivka, regiunea Poltava, Ucraina.

## Demografie
Componența lingvistică a localității Dmîtrenkî
     Ucraineană (78,26%)
     Rusă (8,7%)
     Română (8,7%)
Conform recensământului din 2001, majoritatea populației localității Dmîtrenkî era vorbitoare de ucraineană (78,26%), existând în minoritate și vorbitori de rusă (8,7%) și română (8,7%).